# Nur Hassan Hussein
Nur Hassan Hussein (somali: Nuur Xasan Xuseen Cadde)  (Mogadiscio, 16 de febrer de 1938 - Londres, 1 d'abril de 2020), conegut com a Nur Adde, va ser un polític de Somàlia.
Va iniciar la seva activitat com oficial de duanes el 1958. Va pujar en l'escalafó i va arribar a oficial d'enllaç de la INTERPOL a Somàlia i després a cap de la policia (Força de Policia de Somàlia) encarregat de planificació i entrenament en el règim de Siad Barre. Va fer estudis legals a la universitat de Mogadiscio i l'Escola de Lleis Fiscals de Roma, i va esdevenir fiscal general de Somàlia, càrrec que va conservar fins al 1991 quan va caure el règim de Barre. Llavors va exercir com a secretari general de la Societat del Creixent Roig Somali (equivalent a la Creu Roja).
Fou nomenat primer ministre pel president Abdullahi Yusuf Ahmed el 22 de novembre del 2007, després de la dimissió d'Ali Mohamed Ghedi el 29 d'octubre del 2007, succeint al primer ministre interí Salim Aliyow Ibrow. Va obtenir la confiança del parlament a Baidoa el 24 de novembre del 2007 amb 211 dels 212 parlamentaris presents.

El seu govern fou nomenat el 2 de desembre amb 73 membres: 31 ministres, 11 ministres d'estat, i 31 ministres assistents (secretaris), el que va causar critiques pel seu gran nombre de membres. Hussein va dir que havia seguit el criteri del 4,5 (1 per cada gran clan i 0,5 per la resta de clans, establerta per la Carta Federal de Transició i va descriure el seu govern com "tot inclòs" ("all-inclusive")
El 3 de desembre es va produir la dimissio de quatre ministres: Hassan Mohamed Nur Shatigud (Seguretat Interior i cap de l'Exèrcit de Resistència Rahanweyn), Abdikafi Hassan, Sheikh Aden Maden i Ibrahim Mohamed Isaq al·legant que el clan rahanweyn, un dels quatre majors, no estava ben representat al govern i que no havien estat consultats prèviament per establir les seves agendes. El 4 de desembre va dimitir també el ministre assistent d'Afers Religiosos xeic Jama Haji Hussein, que es queixava de la distribució de llocs al govern pel seu clan els jarerweyne considerat del grup dels més petits format pels bantus somalis. Al mateix temps el president Abdullahi Yusuf Ahmed (72 anys) va haver de ser traslladat a un hospital de Kenya en mal estat de salut.
El 17 de desembre de 2007 Hussein va indicar que formaria un nou govern més reduït amb 17 ministres i cinc ministres assistents, i que inclouria gent de fora del parlament. El 4 de gener de 2008 va nomenar 15 ministres i cinc ministres assitents que van jurar el dia 5; tres ministres més serien nomenats més tard. El gabinet fou aprovat el 10 de gener del 2008 per 223 vots i 5 en contra (2 abstencions)
Va fer esforços de pau que van portar a l'acord negociat el maig i juny a Djibouti i signat a La Meca el juny, amb una facció de l'Aliança pel Nou Alliberament de Somàlia, dirigida pel dirigent moderat de les Corts Islàmiques de Somàlia Sharif Sheikh Ahmed. El 30 de juliol va destituir l'alcalde de Mogadiscio Mohamed Omar Habeeb acusat d'incompetència, malversació, insubordinació i abús de poder. Habeeb s'hi va oposar i va declarar que la seva destitució requeria l'aprovació del president Yusuf, del qual deia que li donava suport, igual que els habitants de la ciutat i els caps de clan i ancians. Això indicava serioses discrepàncies entre el president i el seu primer ministre. El 2 d'agost del 2008 deu ministres (dos dels quals eren ministres assistents), considerats propers al president Yusuf, van dimitir al·legant no haver estat consultats sobre el cessament de Habeeb; també criticaven al primer ministre per no haver presentat encara el pressupost al parlament; Hussein els va acusar de voler boicotejar l'acord de pau de Djibouti but he asserted that the government was still functioning properly. Al parlament van començar moviments per la seva destitució; Husseis es va mostrar disposat a dimitir si amb això s'afavoria el procés de pau
El 3 d'agost va nomenar sis nou ministres i va dir que la resta serien nomenats després de consultes amb el poble. El 25 d'agost es va presentar al parlament una moció de confiança contra el primer ministre acusat de malversació i d'incompetència i de fracassar en la presentació del pressupost; fou presentada per 90 membres i la seva execució s'havia de determinar en dos dies Hussein strongly denied the accusations of incompetence and embezzlement.
El 26 d'agost Yusuf i Hussein van signar un acord per resoldre les disputes entre ambdós. El 28 d'agost van manifestar conjuntament que hi hauria una sèrie de canvis incloent l'entrada de cinc membres més al gabinet, i la dissolució de l'administració de Mogadiscio i de Banaadir. El vot de confiança va passar al Parlament l'1 de setembre amb el previsible resultat de rebuig: 191 vots van ser pel govern i només 9 en contra (2 abstencions)